# Stormvold
Stormvold — мини-альбом норвежской дэт-метал-группы Molested, выпущенный 1 февраля 1997 года на лейбле Effigy Records. В 2008 году EP был переиздан вместе со студийным альбомом Blod Draum лейблом Ars Magna Records.

## Отзывы критиков
| Оценки критиков     | Оценки критиков |
| Источник            | Оценка          |
| ------------------- | --------------- |
| Rock Hard           | [ 1 ]           |
| Chronicles of Chaos | [ 2 ]           |

Адам Василик из Chronicles of Chaos описал EP так: «Звучание на Stormvold громкое и шумное, скорее всего, группа сделала это специально, чтобы звучать более брутально. Много грохочущих гитар и барабанов с мощным дэт-металлическим вокалом. Этот мини-альбом понравится поклонникам брутального дэт-метала, но к его качеству нужно привыкнуть».

## Список композиций
| №                   | Название                    | Длительность |
| ------------------- | --------------------------- | ------------ |
| 1.                  | «The Usurper's Winterblood» | 3:59         |
| 2.                  | «Fogflames»                 | 3:14         |
| 3.                  | «Wolves of Graven Hate»     | 3:01         |
| 4.                  | «Pyre at the Tarn»          | 3:30         |
| 5.                  | «Following the Growls»      | 4:24         |
| Общая длительность: | Общая длительность:         | 18:10        |

## Участники записи
- Kenneth Lian — бас-гитара
- Erlend Erichsen — ударные
- Trond Turnes — гитара
- Øystein Garnes Brun — вокал, гитара